# Частина 15: Віруючий
Частина 15: Віруючий — п'ятнадцятий епізод американського телевізійного серіалу «Мандалорець» (сьомий в другому сезоні). Написав та зрежисував Рік Фамуїва, випущено на «Disney+» 11 грудня 2020 року. Головну роль грає Педро Паскаль — Мандалорець, самотній мисливець за головами. Українською мовою серія озвучена студією «Стругачка».

## Зміст
Корабель-в'язниця пролітає над купою металобрухту. Там ув'язнений Мейфілд слухає інструкції від тюремного робота. Маршал Нової Республіки Кара Дюн забирає Мейфілда з в'язниці — бо він знає імперські порядки й протоколи.
Мандо питає у Мейфілда координати крейсера Моффа Гідеона. Мандалорець, Кара, Боба Фетт, Феннек Шанд і Мейфілд вирушають на планету Морак, де знаходиться секретний імперський рудник, в якому добувають вибухонебезпечний і цінний райдоній. В часі підготування штурму рудника з'ясовується — вони усі для Нової Республіки та імперців — в реєстрі злочинців. Тому ідуть Мейфілд і Мандо.
Імперські штурмовики на джаггернауті рухаються до бази. Біля в'їзду в печеру їх черкає ударний загін з десантом. Кара Дюн інактивує двох імперців та зупиняє всюдихід. Мандо і Мейфілд сідають за кермо — їх рух охороняє Кара. При виїхді з печери-тунеля Шанд фіксує зміну персоналу в кабіні всюдихода та повідомляє про завершення першого етапу. По дорозі викрадачі бачать знівеченів залишки всюдиходів — у них під час транспортування перегрівся райдоній.
Всюдихід доїздить до якогось захищеного поселення. Мейфілд розмірковує вголос і намагається розговорити Мандалорця. Вчасі їх руху перед ними вибухає «Джаггернаут-4». Слідом за ним — «Джаггернаут-3». На їх всюдихід з летючої платформи висаджуються якісь особи — у них термальні детонатори. Мандо вдається ліквідувати міфрілів з детонаторами. Відбувається нова атака; у Мандалорця закінчуються набої. Мейфілд газує — райдоній нагрівається і стає вибухонебезпечним. Мандо б'ється проти півдюжини нападників. В часі бою з'являється іще лдна летюча платформа. Один з атакуючих таки встановлює вибухівку над райдонієм. Мандо встигає викинути вибухівку та підірвати обидві платформи. Однак іще дві летючі платформи рухаються за ними. Міст до укріплення вже так близько. Однак летючих платформ вже п'ять. Мандо готується битися навкулачки. Раптово перед ними з'являється кілька «TIE Fighter». Вони стріляють в атакуючих. Імперці стріляють в атакуючих на мосту. Всюдихід безпечно проходить в укриття. Штурмовики на мосту радо вітають вцілілий всюдихід.
В укритті Мейфілд помічає якусь персону — він був його імперським командиром. В одному з будинків знаходиться термінал, на якому можна дізнатися місцезнаходження крейсера Моффа Ґідеона, який забрав Ґроґу. Перед Мандо дилема: або зняти шолом — або втратити Малюка. Мандо імітує імперський жест військової ввічливості та підходить до терміналу. Він змушений перед сканом зняти шолом. Мандалорець отримує на терміналі необхідні координати. Виникає напружена ситуація між Мандо й імперським офіцером. Йому на допомогу приходить Мейфілд. Він зве «нечуючого» офіцера Мандо Карооким.
Мейфілд і Кароокий без шолома спілкуються з імперським офіцером. В часі спілкування Мейфілд ставить імперцю гострі запитання. Після відповіді офіцера Мейфілд вбиває його із бластера. Напарники відстрілюються і виходять у вікно над греблею. Тим часом Кара Дюн і Феннек Шанд прикривають відхід Мандалорця й Мейфілда, а Боба Фетт на своєму зорельоті підбирає їх на льоту. Мейфілд підриває із циклічної гвинтівки Мандо танки-всюдихлди; від них детонує гребля. За злітаючим кораблем летять "TIE Fighter"s. Фетт керованою вибухівкою знищує переслідувачів.
Кара на знак подяки за виконану роботу не арештовує а відпускає Мейфілда. Мандо і Маршал Дюн створюють легенду — Мейфлід загинув під час штурму очисного заводу на Мораку.
Дін Джарін відправляє послання Моффу Ґідеону, попереджаючи про своє наближення, і повідомляючи, що Ґроґу значить для нього більше, ніж Ґідеон може собі уявити.
Всі думають що хочуть свободи. Але насправді вони хочуть порядку.
Ти зробив те що мав зробити. Я не бачив твого обличчя.

## Створення
Автором сценарію та режисером був Рік Фамуїва. Філ Тіппет та його команда використовували анімацію «зупинки руху» для «ходячого металобрухту», показаного на задньому плані сцени Картон Шоп Філдс. Директор знімання Метью Дженсен пояснив, що Чоп Філдс — це поєднання LED-світлодіодної відеостіни «the Volume» та вбудованого набору — що око не може легко розрізнити, що справжнім, а що ні. В'язничний дроїд був виконаний актором у костюмі для знімання руху, який був замінений на CGI. Мініатюри видобутку знімали, а потім проєктували на відеостіну. Керівник візуальних ефектів Річард Блафф та його команда створили мініатюри розбитих винищувачів TIE, які були відскановані та спроєктовані як частина фону.

## Сприйняття
Вебсайт агрегатора рецензій «Rotten Tomatoes» повідомив про 88 % підтримки на основі відгуків 41 критиків, із середнім рейтингом 7,76/10. Консенсус критиків вебсайту говорить: «„Віруючий“ утримує імпульс сезону, що наближається до фіналу, з неоднозначними результатами, звиразнюючи деякі найяскравіші та розчаровуючі моменти серії».
Оглядач Кіт Фіппс з «Vulture» надав епізоду 4 із 5 зірок й написав: "Цей світ стає багатшим і привабливішим місцем для розповіді історій, коли «Зоряні війни» визнають, що не все є можливим віднести до категорії «Світла і Темряви». Кеті Райф з «The A.V. Club» оцінила дала епізод на «B +» і написала: «Це справді був тиждень Білла Берра, що засяв. Що стосується додаткових сюжетних ліній, це викликало роздуми». Бен Траверс з «IndieWire» надав епізоду оцінку B і похвалив сценариста-режисера Ріка Фамуїву. Траверса вразив бій піратів, він оцінив операторську роботу, а також моральну розмову.
Рецензенти порівняли транспортування вибухонебезпечних вантажів з французьким фільмом «Плата за страх» Анрі-Жоржа Клузо (1953) та «Чаклуном» Вільяма Фрідкіна (1977).
Лаура Прудом з «IGN» написала про серію слідуюче: «В нбому не така видовищність чи ностальгія як в епізодах 3, 5 та 6, але у впевнених руках режисера Ріка Фамуїви, який керував „В'язнем“ 1-го сезону, Глава 15 все-таки надає певний м'який розвиток характеру Діна Джаріна та його союзника мимоволі Мейфілда».
Оглядач Алан Сепінолл з «Ролінг Стоун» нприсав про серію так: «Приєднавшись до Мейфілда в полюванні за Моффом Гідеоном, Мандо приймає велике та загадкове рішення».
У огляді для «RogerEbert.com» Нік Аллен зазначав: «„Віруючий“ намагається прослідкувати сюжетну лінію Мейфілда».
Пишучи для «Entertainment.ie», Браян Ллойд відзначив: «Попри весь тріумфалізм на початку епізоду та урочистості, ми отримуємо тихе, але суворе нагадування про те, що Імперія — це кровожерна, безжалісна бойова машина. І що іще гірше — вона населена людьми, які схожі на нас».
Станом на квітень 2021 року на сайті «Internet Movie Database» серія отримала рейтинг підтримки 9.0 з можливих 10 при 16274 голосах.

## Знімались
- Педро Паскаль — Мандалорець
- Білл Барр — Мейфілд
- Джина Карано — Кара Дюн
- Темуера Моррісон — Боба Фетт
- Мінг-На Вен — Феннек Шанд
- Джанкарло Еспозіто — Мофф Гідеон
- Габріель Еберт — офіцер-канонір
- Річард Брейк — Велін Гесс